# Patrick Leigh Fermor
Patrick «Paddy» Michael Leigh Fermor (Londres, 11 de febrero de 1915 - Worcestershire, 10 de junio de 2011), fue un escritor, historiador y soldado británico, que desempeñó un papel decisivo tras las líneas en la Batalla de Creta durante la Segunda Guerra Mundial. Como escritor es famoso en el género de la literatura de viajes.

## Biografía
El padre de Leigh Fermor, Sir Lewis Leigh Fermor, fue un distinguido geólogo. Poco después de su nacimiento, su madre le dejó al cuidado de otra familia para reunirse con su padre en la India. De niño, Leigh Fermor tuvo problemas con las instituciones y la organización académica. Por ello fue enviado a una escuela para niños difíciles en Canterbury, de la que fue expulsado por ir cogido de la mano de la hija de un tendero del lugar. Continuó su educación en forma autodidacta, leyendo obras en griego y latín, así como a Shakespeare y textos de Historia, teniendo en mente el ingreso en la Real Academia Militar de Sandhurst. 

### Primeros viajes
Pronto decidió, no obstante, solo con 18 años, caminar a todo lo largo de Europa, desde Hoek van Holland hasta Constantinopla, hoy Estambul. Con unas pocas ropas, el Oxford Book of English Verse y un volumen de las odas de Horacio, Leigh Fermor inició su viaje el 8 de diciembre de 1933, cuando Hitler acababa de llegar al poder en Alemania. Durmió en refugios de pastores, graneros y cabañas, pero también en las casas de campo de la aristocracia y los principales de Europa Central. A lo largo de su viaje escuchó muchas historias y oyó muchos lenguajes. Dos de sus libros de viajes, El tiempo de los regalos y Entre los bosques y el agua, detallan su viaje y, ya que fueron escritos décadas después, se benefician de todo su aprendizaje cultural posterior, dándole una gran riqueza de información histórica, geográfica, lingüística y antropológica al transcurso de la narración.
Llegó a Constantinopla el 1 de enero de 1935 donde continuó su viaje a lo largo de Grecia. Se vio envuelto en una campaña monárquica en Macedonia contra los republicanos. Se enamoró de Grecia y de su idioma. En Atenas encontró a Balasha Cantacuzène, una noble rumana de la que se enamoró. Compartieron juntos un viejo molino fluvial en las afueras de la ciudad con vistas a Poros, donde se dedicaron a pintar y escribir. Luego se trasladaron a Băleni, la casa de la familia Cantacuzène en Moldavia, donde se hallaba Leigh Fermor cuando se declaró la Segunda Guerra Mundial.

### Segunda Guerra Mundial
Se unió a los Guardias Irlandeses, pero debido a su dominio del griego fue asignado al cuerpo de inteligencia donde fue destinado a Albania como oficial de enlace. Luchó en Grecia y en Creta. Durante la ocupación alemana de la isla volvió a la isla tres veces, una de ellas lanzado en paracaídas. Fue uno de los escasos oficiales asignados por el departamento de operaciones especiales para organizar la resistencia a la ocupación alemana. Disfrazado como pastor vivió dos años en las montañas y lideró la patrulla que capturó y evacuó al comandante alemán de la isla, el General Heinrich Kreipe en 1944. El episodio fue llevado al cine en la película Emboscada nocturna (Ill Met by Moonlight), en 1957, en la cual Leigh Fermor era interpretado por Dirk Bogarde. 
Fue nombrado oficial de la Orden del Imperio Británico y la Orden del Servicio Distinguido (DSO), así como nombrado ciudadano honorario de Heraklion y más tarde de Kardamili y Gitión.

### Tras la guerra
En 1950 se publicó el primer libro de Leigh Fermor, The Traveller's Tree acerca de sus viajes por el Caribe tras la guerra; visitó Guadalupe, Martinica, Dominica, Barbados, Trinidad y Tobago, Haití y Jamaica, entre otras islas. El libro ganó el premio de literatura de la fundación Heinemann, colocándolo en el panorama literario. Continuó escribiendo libros de viajes, como Mani y Roumeli acerca de sus viajes a pie y en mulo por remotas partes de Grecia. Para muchos críticos y lectores su libro de 1977 El tiempo de los regalos es uno de los mejores libros de viajes en idioma inglés de todos los tiempos. Tradujo y publicó El mensajero cretense (The Cretan Runner), escrito por uno de sus antiguos subordinados en Creta durante la guerra, el mensajero George Psychoundakis. También escribió una novela, Los Violines de Saint-Jacques, convertida en ópera por Malcolm Williamson.

### Últimos años

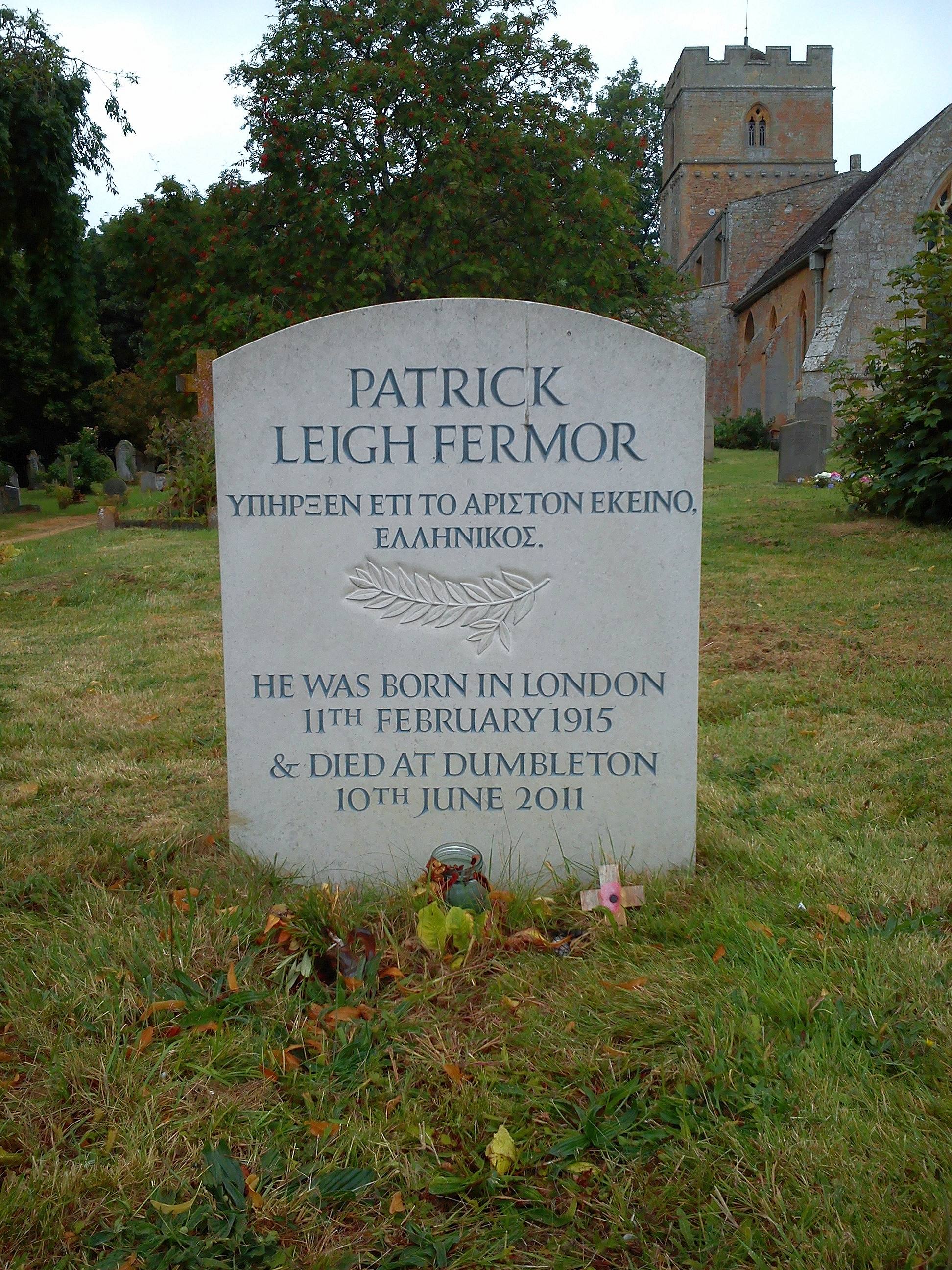

Tras muchos años juntos, Leigh Fermor se casó en 1968 con Joan Elizabeth Rayner, nacida Eyres Monsell, hija de Bolton Eyres-Monsell, primer Vizconde Monsell, quien le acompañó en muchos de sus viajes hasta su muerte en Kardamili en junio de 2003 a los 91 años. Repartían su tiempo entre su casa en un campo de olivos en la península de Mani, al sur de Peloponeso, y parte del año en Worcestershire.
Patrick Leigh Fermor fue nombrado caballero en febrero de 2004. En marzo del 2007 fue nombrado por el gobierno griego Caballero de la Orden del Fénix, su máximo honor. Al mismo tiempo se conoció que Leigh Fermor, a su avanzada edad estaba aprendiendo a escribir a máquina (ya que siempre había escrito a mano), para poder acabar el tercer y último volumen de la trilogía sobre su viaje por Europa en los años 30 del siglo XX. Sin embargo, falleció antes de finalizar dicho volumen.

## Libros
- The Traveller's Tree (1950)
- Los violines de Saint-Jacques (1953)
- A Time to Keep Silence (1957)
- Mani - Travels in the Southern Peloponnese (1958)
- Roumeli (1966)
- El tiempo de los regalos (1977)
- Entre los bosques y el agua (1986)
- Three Letters from the Andes (1991)
- Words of Mercury (2003) editado por Artemis Cooper.
- El último tramo (2014) publicado póstumamente, editado por Artemis Cooper.
- Abducting a general (Secuestrar a un general) (2014), publicación póstuma. ISBN 9788415441915.